# Erebia × serotina
Erebia × serotina is een vlinder uit de onderfamilie Satyrinae van de familie Nymphalidae. De naam is voor het eerst gepubliceerd in 1954 door Descimon en De Lesse, op grond van vangsten in het Franse deel van de Pyreneeën. Doordat in de loop der jaren echter alleen mannetjes werden gevangen werd vanaf 1963 enkele malen gesuggereerd dat het niet om een werkelijke soort gaat maar om een hybride. DNA-onderzoek waarvan de resultaten in 2013 werden gepubliceerd, heeft zeer sterke aanwijzingen geleverd dat het inderdaad gaat om een kruising tussen een mannetje van de watererebia  (Erebia pronoe) en een vrouwtje van de bergerebia (Erebia epiphron), overigens niet zeer nauw verwante soorten in het geslacht Erebia. Om die reden wordt Erebia serotina in het algemeen niet meer als soort beschouwd.
Opmerkelijk is dat Erebia serotina telkens is gevangen op plaatsen onder de boomgrens waar de "ouders" niet voorkomen, die vliegen boven de boomgrens. Gesuggereerd is dat de volwassen vlinders na ontpopping naar de lagere gebieden vliegen.
Erebia serotina is behalve in het Franse deel van de Pyreneeën ook eenmaal in het Spaanse deel aangetroffen.